# Xenolepis dolichoschiza
Xenolepis dolichoschiza är en fjärilsart som beskrevs av Diakonoff 1973. Xenolepis dolichoschiza ingår i släktet Xenolepis och familjen vecklare. Inga underarter finns listade i Catalogue of Life.